# Johann Philipp Pareus
Johann Philipp Wängler, dit Pareus, né le 24 mai 1576 à Hemsbach et mort en 1648 à Hanau, est un philologue allemand.

## Biographie
Fils de David Pareus, professeur de théologie protestante à l’université de Heidelberg, il étudia sous Théodore de Bèze, enseigna les humanités à Neuhausen, puis fut recteur des écoles de Neustadt et de Hanau.

## Publications
On lui doit une édition de Plaute, avec commentaires (1610), et des travaux sur cet auteur : Lexicon Plautinum 1614 ; Analecta Plautina, 1617 ; Electa Plautina, 1620.
Il est le père de Daniel Pareus.

## Sources
Marie-Nicolas Bouillet  et Alexis Chassang (dir.), « Philippe Pareus » dans Dictionnaire universel d’histoire et de géographie, 1878 (lire sur Wikisource)